# ベイリー・ライト
ベイリー・コリン・ライト（Bailey Colin Wright、1992年7月28日 - ）は、オーストラリア・メルボルン出身のプロサッカー選手。オーストラリア代表。ライオン・シティ・セーラーズFC所属。ポジションは、ディフェンダー。

## 経歴

### プレストン
オーストラリアの複数クラブでプレーした後、2009年7月にプレストン・ノースエンドFCと契約を結んだ。
2011年3月のノリッジ・シティFC戦でリーグデビュー。
2012-13シーズンはファン投票でチームのベストヤングプレーヤーに選ばれた。2013年5月、クラブとの契約を2年延長した。

### ブリストル・シティ
2017年1月、ブリストル・シティFCに移籍。

### サンダーランド
2020年1月21日、サンダーランドAFCにレンタル移籍。2020年8月2日に完全移籍となり、2年契約を結んだ。
2023年1月31日、ロザラム・ユナイテッドFCにレンタル移籍。

### ライオン・シティ・セーラーズ
2023年7月9日、シンガポールのライオン・シティ・セーラーズFCに移籍した。

### 代表
オーストラリア代表の一員としてAFC U-16選手権2008に参加した経験を持つ。
2014 FIFAワールドカップではメンバー入りしたものの、出番はなかった。2014年9月にクレイヴン・コテージで行われたサウジアラビアとの親善試合でスタメン出場し初キャップを記録。さらに初ゴールも挙げ3-2の勝利に貢献した。

## 代表歴

### 出場大会
- オーストラリア代表
  - 2014 FIFAワールドカップ
  - 2022 FIFAワールドカップ

### 試合数
- 国際Aマッチ 29試合 2得点（2014年-）[10]

| オーストラリア代表 | 国際Aマッチ | 国際Aマッチ |
| 年                 | 出場        | 得点        |
| ------------------ | ----------- | ----------- |
| 2014               | 1           | 1           |
| 2015               | 7           | 0           |
| 2016               | 4           | 0           |
| 2017               | 9           | 0           |
| 2018               | 1           | 0           |
| 2019               | 2           | 0           |
| 2020               | 0           | 0           |
| 2021               | 0           | 0           |
| 2022               | 4           | 1           |
| 2023               | 1           | 0           |
| 通算               | 29          | 2           |